# パレスチナの独立宣言
パレスチナ独立宣言（パレスチナどくりくせんげん、英語: Palestinian Declaration of Independence）は、パレスチナの詩人マフムード・ダルウィーシュにより書かれ、1988年11月15日にヤーセル・アラファートにより読み上げられた宣言である。
宣言に関する法的正当性は、イギリスの委任統治の終結とパレスチナを2国に分割する提案である1947年11月29日の国際連合総会パレスチナ分割決議を基礎にしていた。パレスチナ国の建国宣言でもある一方で、当時パレスチナ解放機構はいずれの地域も支配しておらず、さらにイスラエルが支配しイスラエルの首都と主張していたエルサレムをパレスチナの首都と指定した[i]。100を超える国から承認されたが、実質的に独立したパレスチナ国は、パレスチナに現れることはなかった。

## 独立までの経緯
1974年10月28日、ラバトで開催された1974年のアラブ連盟サミットは、「パレスチナ人の唯一正当な代表」としてPLOを指名し、「速やかに独立国を建国する権利」を再確認した。

## 意義

宣言はイギリス委任統治領パレスチナのパレスチナを対象としており、ヨルダン川西岸地区やガザ地区は当然として、イスラエル全域を含むパレスチナ地域を考慮に入れている。一般に（イスラエル独立宣言の基礎にもなっている）1947年のパレスチナ分割決議と「1947年からの国際連合決議」を参照している。パレスチナ分割決議において、（後にイスラエルの中心部分を形成することになる）ユダヤ機関への対抗としてアラブ指導部は分割決議を否認したが、パレスチナ国家の法的正当性のためこれらの決議が持ち出された。
宣言はイスラエルの国家承認を明確にはしていない。しかし、中東に存在するイスラエルを含む全ての国家の生存権を確認する国際連合安全保障理事会決議242に対し明確に言及した文書や、ジュネーヴの国連総会におけるヤーセル・アラファートの宣言は、宣言の曖昧さを除去するのに十分だとしてアメリカ合衆国に受け入れられた。この声明に基づき、宣言は1967年（第三次中東戦争）以前のイスラエルを承認したものと解釈できる。
宣言ではパレスチナを「一神教を信仰する3つの宗教の土地」としており、このことはユダヤ人がこの土地では入植者ないしは外国人であるという主張を退け、この土地に対するユダヤ人の歴史的関係を承認するものとみなされる。「離散と民族自決の剥奪でパレスチナ系アラブ人に課された歴史的不合理」に言及して、宣言はパレスチナ人の権利とパレスチナを擁護するものとしてローザンヌ条約（1923年）とパレスチナ分割決議を持ち出した。宣言はその際「エルサレムに首都を構え、パレスチナ人の領域を持つパレスチナ国」を宣言している。宣言されたパレスチナ国の境界は、規定されていなかった。国民については「パレスチナ国はパレスチナ人がどこにいようとパレスチナ人の国家である。」と声明により言及された。パレスチナ国は声明によりアラブ国家と定義された。「パレスチナ国はアラブ国家であり、アラブ世界にとって必須で不可分のものである。」

## 結果
独立宣言は前もって賛成253票、反対46票、棄権10票でパレスチナ解放機構（PLO）の政治部門パレスチナ民族評議会により議決されていた。第19回パレスチナ民族評議会（PNC）の終幕に読み上げられると、スタンディングオベーションが送られた。宣言を読み終えると、パレスチナ解放機構議長アラファートは「パレスチナ大統領」の肩書きを与えられた。
この宣言は国際連合安全保障理事会決議242に基づき多国間交渉をPNCが求めたことに伴って行われた。この呼びかけは「2か国解決」の受容を暗示した、つまり最早イスラエルという国家の正当性を問題にしない「歴史的妥協」と後に言われた。宣言に伴うPNCの政治的声明は、「アラブ人のエルサレム」などの「占領されたアラブ領域」からの撤退を求めただけである。1か月後のジュネーヴでのヤーセル・アラファートの宣言は、アメリカ合衆国が宣言に見た両義性を除去し公開討論に向けて良好な状態にするのに十分だとしてアメリカ合衆国から受け入れられた。
宣言の結果として国際連合総会が召集され、PLO議長ヤーセル・アラファートは演説するよう招待された。総会決議が「1988年11月15日のパレスチナ民族評議会によるパレスチナ国の宣言を承認して」採決され、更に「パレスチナという名称が国際連合体制でパレスチナ解放機構という名称の枠内で用いるべきである」とも決議された。104か国がこの決議案に賛成し、44か国が棄権し、2か国（アメリカ合衆国とイスラエル）が反対した。12月半ばまでに75か国がパレスチナを承認し、1989年2月までに95か国に昇った。

## 参照
1. ↑  Berchovitch and Zartman, 2008, p. 43.
2. ↑  Baroud in Page, 2004, p. 161.
3. ↑  Madiha Rashid al Madfai, Jordan, the United States and the Middle East Peace Process, 1974-1991, Cambridge Middle East Library, Cambridge University Press (1993). ISBN 0-521-41523-3. p 21.
4. ↑  Yasser Arafat, Speech at UN General Assembly
5. ↑  Silverburg, 2002, p. 42.
6. 1 2  Quigley, 2005, p. 212.
7. ↑  Dan Cohn-Sherbok,The Palestinian State: A Jewish Justification,Impress Books, 2012 p.105.
8. ↑  Sayigh, 1999, p. 624.
9. ↑  Silverburg, 2002, p. 198.
10. ↑  PLO Negotiations Affairs Department (2008年11月13日). “The Historic Compromise: The Palestinian Declaration of Independence and the Twenty-Year Struggle for a Two-State Solution”. 2012年4月26日時点のオリジナルよりアーカイブ。2010年2月6日閲覧。
11. ↑  Political communique Archived 2001年4月20日, at the Wayback Machine. Palestine National Council. Algiers, November 15, 1988. Official translation.
12. ↑  Yasser Arafat, Speech at UN General Assembly Geneva, General Assembly 13 December 1988 - Le Monde Diplomatique
13. ↑  Arafat Clarifies Statement to Satisfy U.S. Conditions for Dialogue, 14 December 1988 - Jewish Virtual Library
14. ↑  Rabie, Mohamed (Summer 1992). “The U.S.-PLO Dialogue: The Swedish Connection”. Journal of Palestine Studies 21 (4):  54–66. doi:10.1525/jps.1992.21.4.00p0140g. JSTOR 2537663.
15. ↑  Quandt, William B. (1993). Peace Process: American Diplomacy and the Arab-Israeli conflict since 1967. Washington: Brookings Institution. pp. 367–375, 494. ISBN 0-520-08390-3
16. ↑  “THE PALESTINE DECLARATION TO THE INTERNATIONAL CRIMINAL COURT: THE STATEHOOD ISSUE”.   Rutgers Law Record (2009年5月6日). 2011年7月13日時点のオリジナルよりアーカイブ。2009年7月19日閲覧。
17. ↑  The Palestine Yearbook of International Law; Kassim, 1997, p. 49.